# Grupo Aval Acciones y Valores
Grupo Aval S.A. (oficialmente Aval Grupo Acciones y Valores, S.A.;) é uma empresa privada colombiana de holding, envolvendo um enorme conglomerado de companhias de investimentos e seguros, é controlada pelo empresário e banqueiro Luis Carlos Sarmiento, o homem mais rico da Colômbia e que possui mais de 90% das ações da empresa.O grupo foi fundado em 18 de abril de 1997 como Sociedad A.B. S.A, porém em 8 de janeiro de 1998 mudou seu nome para  Grupo Aval Acciones y Valores.
O grupo Aval emprega mais de 37 mil funcionários e é uma das maiores empresas da Colômbia.

## Empresas do Grupo
- BAC Credomatic[7]
- Banco de Bogotá
- Banco de Occidente
- Banco AV Villas
- Corficolombiana S.A.
- Leasing de Occidente S.A.
- Casa de Bolsa S.A.
- BAC Valores (Panamá)
- BAC San Jos
- Puesto de Bolsa, S.A. (Costa Rica)